# Torre Testa del Gallico
Torre Testa del Gallico o Jaddico o ancora Capogallo, conosciuta a Brindisi come torre di "Giancola" (nome del canale di raccolta acque reflue e piovane che sfocia in mare al suo fianco) è una torre costiera in rovina del Salento della terra d'Otranto, a 7 km lungo la litoranea nord da Brindisi (Italia).

## Storia e descrizione
La zona era abitata già all'età del bronzo, attualmente è anche un sito archeologico per il ritrovamento di una importante fornace per la costruzione di anfore in epoca romana. La sua costruzione risale, come le altre torri costiere salentine, ai tempi del Regno di Napoli. Oggi la torre è in stato di rovina; sono in corso lavori di restauro.